# Спеса (Верона)
Спеса је насеље у Италији у округу Верона, региону Венето.
Према процени из 2011. у насељу је живело 401 становника. Насеље се налази на надморској висини од 20 м.